# خرائط أوروبا

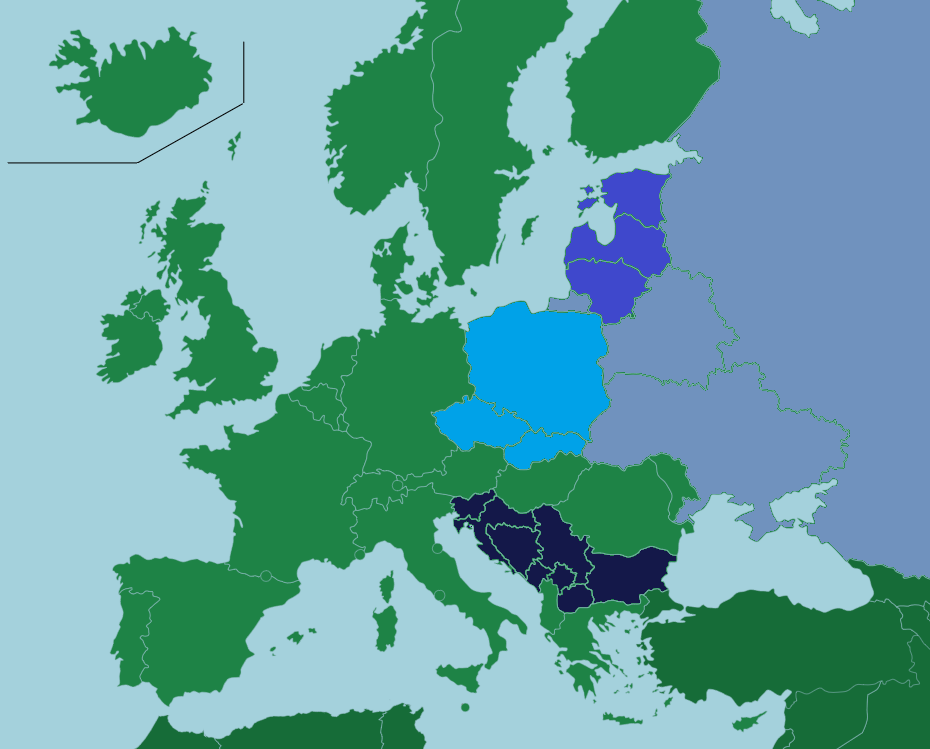
خريطة لاوروبا في العصور القديمة الكلاسيكية

تم العثور على أقدم صور رسم الخرائط لأوروبا في خرائط العالم المبكر. في العصور القديمة الكلاسيكية، كان من المفترض أن تغطي أوروبا ربع الكرة الأرضية شمال البحر الأبيض المتوسط، وهو ترتيب تم الالتزام به في خرائط T و O في العصور الوسطى.
كان لخريطة بطليموس العالمية للقرن الثاني وصف دقيق إلى حد معقول لجنوب وغرب أوروبا، لكنها لم تكن على دراية بالتفاصيل في شمال وشرق أوروبا.
خرائط العصور الوسطى مثل مابا موندي هيرفورد لا تزال تفترض أن الدول الاسكندنافية كانت جزيرة. تم إحراز تقدم في القرن السادس عشر، وقدم جيراردوس مركاتور تمثيلًا دقيقًا لكل أوروبا، بما في ذلك الدول الاسكندنافية التي تظهر كشبه جزيرة.